# Kessiner

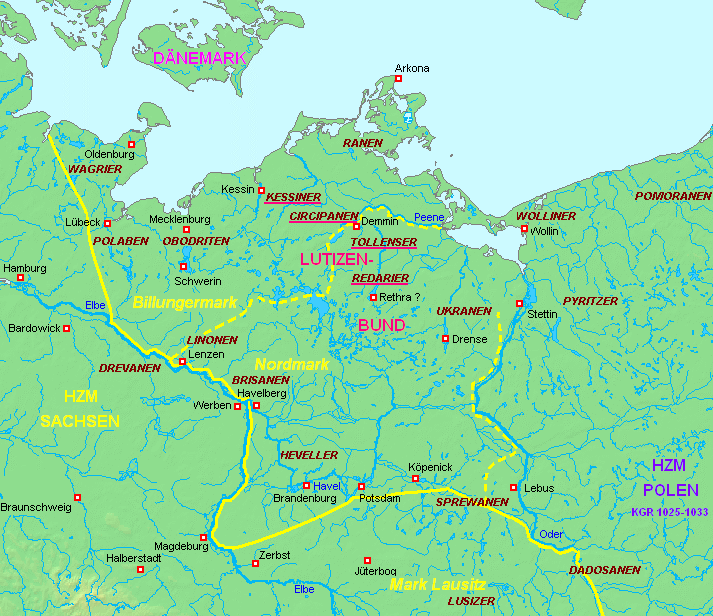
Das Siedlungsgebiet der Kessiner im Verhältnis zu ausgewählten anderen elbslawischen Stämmen um die Mitte des 11. Jahrhunderts (Kernstämme des Lutizenbundes rot unterstrichen)

Die Kessiner waren ein elbslawischer Stamm, der vom 10. bis zum 12. Jahrhundert im östlichen Teil des heutigen Mecklenburg ansässig war. Dieser Stamm
entstand wahrscheinlich um das Jahr 1000 durch Abspaltung von den Zirzipanen. Anfänglich gehörten sie zu den Lutizen, einem losen Bund einiger nordwestslawischer Stämme, wie aus ihrer ersten schriftlichen Erwähnung als Chizzini im Jahr 1057 hervorgeht.
Zusammen mit den Zirzipanen hätten sie bis zum Slawenaufstand von 983 zum engeren Stammesverband der Abodriten gehört. In den 1060er Jahren wurden sie als inzwischen eigener Stamm vom Samtherrscher Gottschalk wieder in diesen Stammesverband eingegliedert, diesmal gewaltsam. Trotz andauernder Autonomiebestrebungen verblieben sie in diesem Verband bis zu dessen Eingliederung in das Heilige Römische Reich.
Die Kessiner blieben überregional bedeutungslos. Die Forschung befasst sich vorrangig mit der Eingrenzung ihres Siedlungsgebietes und der auffallend späten Stammesbildung.

## Siedlungsgebiet

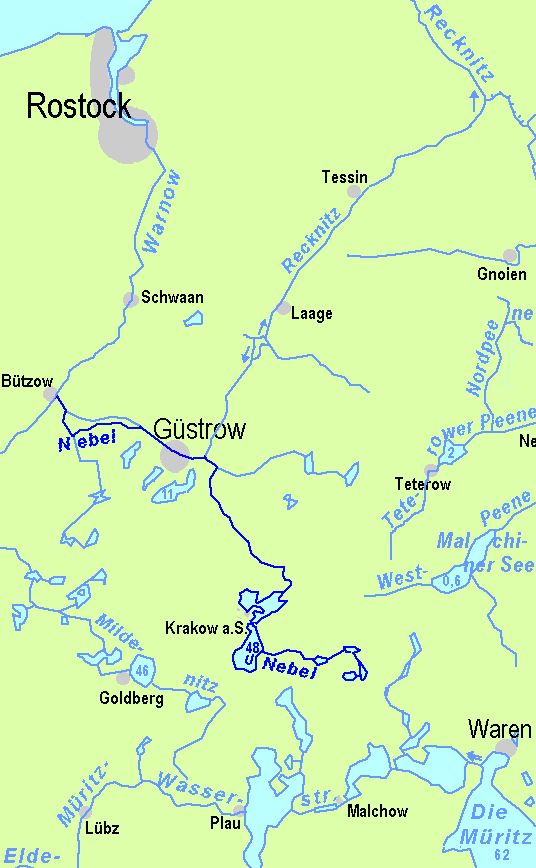
Die Kessiner siedelten beidseits der Warnow und entlang der Nebel.

Das Siedlungsgebiet der Kessiner erstreckte sich von der Ostseeküste bei Rostock beidseits der Warnow ungefähr 40 km nach Süden bis in das Gebiet um Bützow. Von dort folgte es der Nebel in Richtung Südosten bis nach Güstrow und darüber hinaus. Während das Siedlungsgebiet im Westen meist nur wenige Kilometer über die Warnow ausgriff, reichte es im Osten über die Recknitz hinaus bis Tessin und Laage. Anhand der archäologischen Fundplätze lassen sich zwei Siedlungskammern mit Rostock im Norden und dem Gebiet um Bützow und Güstrow im Süden ausmachen. Diese werden von fundarmen Zonen umschlossen, die als ursprünglich unbesiedelte, bewaldete Flächen interpretiert werden.
In der nördlichen Siedlungskammer befinden sich mit dem multiethnischen Seehandelsplatz Dierkow und dem slawischen Burgwall Fresendorf zwei prominente Fundplätze. Beide waren bereits in frühslawischer Zeit besiedelt. Im Umfeld von Dierkow gefundene Hölzer lassen sich mittels Dendrochronologie absolut bis in das Jahr 749 datieren, Keramikfunde aus Fresendorf machen eine Errichtung des Burgwalles im 9. Jahrhundert plausibel. Es wird vermutet, dass Siedlungs- und Wirtschaftsweise auf die Versorgung des Seehandelsplatzes ausgerichtet waren, so dass von Beginn an eine auf Überschussproduktion angelegte Landwirtschaft betrieben wurde.
Anders als im Norden gibt es in der wesentlich dichter besiedelten südlichen Siedlungskammer mehrere Burgstandorte. Der älteste Burgwall bei Langensee wird als Beleg für herrschaftliche Strukturen im 9. Jahrhundert gedeutet. Jünger sind die Burgwälle bei Groß Upahl und Kirch Rosin, die im 10. Jahrhundert von den Burgen in Bützow und Bölkow bei Güstrow abgelöst wurden. Keine dieser Befestigungen hatte den Charakter einer Fürstenburg. Erst um das Jahr 1000 erfolgte eine Zusammenlegung zum Burgbezirk Werle mit der gleichnamigen Burg als Zentralort.

## Geschichte
Trotz der frühen Besiedlung entstand der Stamm verhältnismäßig spät. Die Chronisten Adam von Bremen und Helmold von Bosau erwähnen die Kessiner erstmals im Zusammenhang mit kriegerischen Auseinandersetzungen der Lutizen untereinander, dem sogenannten Lutizischen Bruderkrieg der Jahre 1056/1057. Als Ergebnis dieses Krieges wurden die Kessiner vom Lutizenbund abgespalten und in den abodritischen Stammesverband eingegliedert. Anfang des 12. Jahrhunderts residierte in der namensgebenden Hauptburg Kessin ein nach Autonomie strebendes Adelsgeschlecht. Mit der Eingliederung der Herrschaft Mecklenburg in den Reichsverband entwickelten sich auf dem Gebiet der Kessiner die Herrschaften Rostock und Werle.

### Entstehung
Vermutlich entstanden die Kessiner durch eine Desintegration der Zirzipanen. Deren Auflösungsprozess könnte durch den Verlust der monarchisch organisierten Stammesführung unter ihrem Fürsten Stoignew in der Schlacht an der Raxa 955 eingeleitet worden sein. Dort bereitete ein sächsisches Heer unter Otto dem Großen im Verein mit böhmischen und ranischen/ukranischen Verbündeten dem slawischen Aufgebot aus Zirzipanen und Tollensanen eine vernichtende Niederlage. Zwar soll Otto nach einer Notiz des Geschichtsschreibers Flodoard von Reims die beiden slawischen Fürsten nur besiegt haben, doch berichtet Widukind von Corvey ausführlich, der slawische Anführer Stoignew und „sein Berater“ seien getötet worden. Nähere Informationen über eine Abspaltung der Kessiner von den Zirzipanen liegen nicht vor. Bei ihrer ersten Erwähnung im Zusammenhang mit Ereignissen des Jahres 1057 in der Hamburger Kirchengeschichte Adams von Bremen werden die Kessiner bereits neben den Zirzipanen aufgeführt.
Die Stammesbildung wird in den Zeitraum zwischen dem ausgehenden 10. Jahrhundert und dem Anfang des 11. Jahrhunderts datiert. In diese Zeit fällt auch die Aufgabe von Burgen in der südlichen Siedlungskammer, die als Zusammenfassung zu einem Burgbezirk Werle und damit als Ausdruck einer lokalen Herrschaftskonzentration gedeutet wird. Im Vergleich zu den anderen elbslawischen Stämmen erfolgte die Stammesbildung damit verhältnismäßig spät, weshalb die Kessiner auch als „Neustamm“ bezeichnet werden. Als Beleg für eine verzögerte Ethnogenese gilt das Fehlen von schriftlichen Nachrichten über die Kessiner bis in die Mitte des 11. Jahrhunderts, obwohl ihr späteres Stammesgebiet zu dieser Zeit bereits lange besiedelt war und eine ganze Reihe von Schriftquellen über Ereignisse im Nordosten berichten. Bereits der Feldzug Ottos I. im Jahr 955 könnte durch das Siedlungsgebiet der Kessiner geführt haben, und die Schlacht an der Raxa soll nach Forschungsergebnissen aus dem Jahr 2001 an der Recknitz stattgefunden haben. In der Aufzählung der tributpflichtigen Slawenstämme in der Schenkungsurkunde Ottos I. für das Moritzkloster in Magdeburg aus dem Jahr 965 werden zwar die 955 unterworfenen Zirzipanen, nicht aber die Kessiner aufgeführt.

### Kernstamm des Lutizenbundes
Auch aus der Anfangszeit des Lutizenbundes liegen keine Nachrichten über die Kessiner vor, obwohl sie neben den Zirzipanen, Tollensanen und Redariern als Kernstamm des Lutizenbundes gelten. Die Lutizen traten erstmals im Slawenaufstand von 983 in Erscheinung. In dessen Verlauf zerstörten sie innerhalb weniger Tage die Bischofssitze in Havelberg und Brandenburg an der Havel, entledigten sich der sächsischen Tributherrschaft und bedrohten mit Magdeburg das nordalpine Herrschaftszentrum der Ottonen. Aufgrund ihrer fürstenlosen Verfassung, einer institutionalisierten Religion mit Haupttempel in Rethra, der Mobilisierung aller Freien zum Kampf und des Verbots der christlichen Lehre in ihrem Herrschaftsgebiet entwickelten sich die Lutizen zu einem ständigen Unruheherd für Ostsachsen. Als Reaktion schmiedete zunächst 984 der Thronbewerber Heinrich der Zänker, dann 986 der römisch-deutsche König Otto III. ein Bündnis aus den christlichen Fürsten der Abodriten, Böhmen und Polen, das unter Führung Ottos III. jährliche Feldzüge gegen die abtrünnigen Lutizen unternahm. Obwohl diese Militäraktionen in den zeitgenössischen Quellen einen breiten Widerhall fanden, wurden die Kessiner darin nicht erwähnt. Selbst als Otto III. im Jahre 995 von der Mecklenburg in das Stammesgebiet der Tollenser zog und auf seinem Weg dorthin das Siedlungsgebiet der Kessiner durchqueren musste, war von Kessinern noch keine Rede.
Im „Lutizischen Bruderkrieg“ des Jahres 1056/1057 kämpften die Kernstämme des Bundes untereinander um die Vorherrschaft. Die Redarier und Tollensanen beanspruchten gegenüber Kessinern und Zirzipanen die Oberhoheit, da sie sich wegen ihres Alters und ihres Ansehens für überlegen hielten und das zentrale Stammesheiligtum Rethra in ihrem Gebiet lag. Kessiner und Zirzipanen weigerten sich jedoch insbesondere den Silberzins für das Heiligtum zu zahlen und besiegten die beiden „Brudervölker“ in den nachfolgenden Kämpfen dreimal hintereinander. Daraufhin riefen die Redarier und Tollensanen den abodritischen Samtherrscher Gottschalk sowie seinen Schwiegervater, den Dänenkönig Sven Estridsson, und den mit diesem verwandten sächsischen Herzog Bernhard II. um Hilfe an. Diese Herrscher marschierten mit ihren Heeren in das Gebiet der Kessiner und Zirzipanen ein, besiegten sie und erbeuteten 15.000 Silbermark. Anschließend wurden Kessiner und Zirzipanen Gottschalks Herrschaft unterstellt.

### Teilstamm der Abodriten
Nach der Niederlage im „Lutizischen Bruderkrieg“ um die Vorherrschaft im Lutizenbund wurden die Kessiner 1056 als Teilstamm in den Stammesverband der Abodriten eingegliedert, an dessen Samtherrscher Gottschalk sie Tribut entrichteten. Als dieser 1066 im Zuge eines vom lutizischen Heiligtum Rethra ausgehenden Aufstandes erschlagen wurde, schlossen sich die Kessiner anscheinend gleichwohl dem fürstenlosen Lutizenbund nicht wieder an, denn zu Beginn des 12. Jahrhunderts hatten sie eine monarchische Führungsspitze ausgebildet. Der Annalista Saxo benennt mit Dumar und Sventipolk zwei Fürsten. Dumar und sein Sohn waren im Jahre 1114 Ziel eines Feldzuges des sächsischen Herzoges Lothar III. und des Markgrafen Heinrich von Stade, zu dessen Aufgebot auch 300 zirzipanische Reiter gehörten. Das den Kessinern zu Hilfe eilende Entsatzheer der Ranen wurde eingekesselt und musste sich ergeben. Obwohl weitere Nachrichten fehlen, ging Wolfgang H. Fritze 1960 davon aus, dass Lothar III. die Kessiner anschließend der Oberhoheit des abodritischen Samtherrschers Heinrich von Alt-Lübeck unterstellt hatte, dem sie nach Helmold von Bosau tributpflichtig waren. Anders sei nicht zu erklären, wie Heinrich von Alt-Lübeck 1123/1124 gegen die Ranen marschieren konnte, da er zu diesem Zweck das Gebiet der Kessiner durchqueren musste. Nach einer anderen Hypothese wurden die Kessiner erst nach ihrer erneuten Unterwerfung durch Lothar III. im Frühjahr 1121 Heinrichs Herrschaft unterstellt, als der Sachsenherzog mit einem großen Heer in das Herrschaftsgebiet Sventipolks eindrang und bei der Eroberung der Burg Kessin reiche Beute machte. Wahrscheinlich unterstanden die Kessiner Heinrich unmittelbar, wobei dieser seinerseits die Herrschaft für Lothar III. ausübte. Ähnlich gestalteten sich die Verhältnisse vielleicht unter Heinrichs Nachfolger und Lothars III. Zögling Knud Lavard, der gegen Zahlung einer hohen Geldsumme als rex Obotritorum (König der Abodriten) von 1129 bis 1131 kurzzeitig über den Stammesverband der Abodriten herrschen durfte.
Als sicher gilt eine gestufte Herrschaft über die Kessiner erst unter dem Abodritenfürsten Niklot. Die Herrschaftsverhältnisse, die nach dem Tod Knud Lavards zunächst bestanden, sind unklar. Helmold von Bosau äußert sich nicht über die politischen Verhältnisse bei den Kessinern. Von ihm ist nur zu erfahren, dass die Fürsten Niklot und Pribislaw das Abodritenreich unter sich aufgeteilt hatten und Niklot über den Teilstamm der Abodriten gebot. Dennoch nimmt die Forschung überwiegend bereits für die Zeit ab dem Jahr 1131 an, Niklots Machtbereich habe auch die weiter östlich gelegenen Siedlungsgebiete der Kessiner umfasst. Als Vasall Heinrichs des Löwen erhob Niklot ab dem Jahr 1148 bei den Kessinern Tribute. Als die Kessiner 1150 begannen, sich gegen die Zahlungen aufzulehnen, wandte sich Niklot mit der Bitte um Unterstützung an die Herzogin Clementia. Diese stellte ein Aufgebot von 2000 Mann unter der Führung des Grafen Adolf II., an dessen Seite Niklot in das Land der Kessiner eindrang, ein „berühmtes Heiligtum“ zerstörte und die Kessiner zwang, die geschuldeten Abgaben und mehr zu entrichten. Dass es sich bei der zerstörten Kultstätte um den Tempel des Goderac, des angeblich obersten Gottes der Kessiner, handeln könnte, ist auszuschließen, weil es diesen Gott nie gegeben hat. Der entsprechende Bericht Arnolds von Lübeck beruht auf einem vorangegangenen Lesefehler der Urkunde Heinrichs des Löwen für das Bistum Schwerin von 1171.
In der zweiten Hälfte des 12. Jahrhunderts wurde das Land Kessin zu einem der Hauptschauplätze des Untergangs des abodritischen Fürstentums. Mit Niklot fiel der letzte Abodritenfürst als treuloser Vasall Heinrichs des Löwen in einem Hinterhalt vor der Burg Werle. Von dort herrschten Niklots Söhne Pribislaw und Wertislaw über die Kessiner, und auf der Burg Werle geriet Wartislaw 1162 schließlich in die Gefangenschaft des Sachsenherzogs. Nach der Aussöhnung mit Heinrich dem Löwen testierte Pribislaw 1171 als „Pribislaw von Kessin“. Mit dem Tod seines Enkels Heinrich Borwin II. zerfiel das Land unter dessen Söhnen Heinrich Borwin III. und Nikolaus I. in die Herrschaften Rostock und Werle.

## Forschungsgeschichte
Nach den Angaben Adams von Bremen siedelten die Kessiner westlich der Peene. Helmold von Bosau berichtet zudem, die Burg Werle sei dem Land Kessin benachbart gewesen. Der Annalista Saxo erwähnt eine urbs Kuzin, deren Name sich als castrum Kyssin in einer Urkunde Friedrich Barbarossas aus dem Jahr 1170 wiederfindet. Auf der Grundlage dieser Nachrichten gelangte der Schweriner Archivar Friedrich Wigger Mitte des 19. Jahrhunderts zu dem Ergebnis, die nach ihrer unweit der Warnowmündung liegenden Hauptburg Kessin benannten Kessiner hätten als Angehörige der Wilzen unmittelbar östlich der Abodriten gesiedelt. Die mit den Burgen „Toitenwinkel, Rostock, Kessin und Werle“ stark befestigte Warnow habe die „Naturgrenze“ gegenüber den feindlichen Abodriten gebildet. Erst 100 Jahre später unterzog Wolfgang Brüske dieses Ergebnis in seinen Untersuchungen zur Geschichte des Lutizenbundes mittels weiterer Quellennachrichten aus dem 12. Jahrhundert einer eingehenden Überprüfung. Er verstand die Warnow als „verbindendes Element“ und stellte fest, die Westgrenze der Kessiner entspreche in etwa der späteren Teilungslinie der Hauptlandesteilung von 1227, während die Recknitz die östliche Begrenzung gebildet habe. Politisch sah Brüske in den Kessinern keine Wilzen, sondern eines der „vier lutizischen Kernvölker.“
Wenige Jahre später äußerte Wolfgang H. Fritze methodische Kritik an der bisherigen Herangehensweise der Forschung. Anstatt das Siedlungsgebiet der Kessiner ausschließlich durch Rückübertragung von Angaben der Schriftquellen des 12. Jahrhunderts zu ermitteln, solle man vermehrt siedlungsgeschichtliche, ortsnamenkundliche und archäologische Befunde in die Überlegungen einbeziehen. Brüske hatte eine solche Vorgehensweise mangels ausreichender Datenbasis noch als „übertriebenen Aufwand“ verworfen und die Verwendung der durch Dimitri Jegorow anhand von Ortsnamen ermittelten Waldgrenzen abgelehnt. Im Jahr 1992 legte Wüstemann eine Studie zu den bis dahin bekannten archäologischen Fundplätzen an der unteren Warnow vor. Weitere Vorarbeiten für eine interdisziplinäre Untersuchung wurden 2007 im Rahmen des Germania-Slavica-Projektes des Leibniz-Instituts für Geschichte und Kultur des östlichen Europa mit einer Kommentierung aller im Stammesgebiet bezeugten slawischen Ortsnamen erbracht. Im gleichen Jahr untersuchte der Archäologe Fred Ruchhöft das Siedlungsgebiet der Kessiner aufgrund historischer, archäologischer und siedlungsgeschichtlicher Quellen erneut. Seine Auswertung der archäologischen Befunde und die Feststellung siedlungsleerer Zonen erlaubten erstmals belastbare Aussagen zu einer Binnendifferenzierung in zwei Siedlungskammern sowie zur Ausdehnung des Siedlungsgebietes. Eine umfassende interdisziplinäre Studie zu den Kessinern, wie Wolfgang H. Fritze sie 1960 gefordert hatte, steht noch aus.